# آدام کوراک
آدام کوراک (روسی: Адам Михайлович Курак؛ زادهٔ ۲۷ ژوئن ۱۹۸۵ - ینی‌سئیسک) یک کشتی‌گیر اهل روسیه است. 
از افتخارات وی میتوان به کسب مدال برنز وزن ۷۱ کیلوگرم کشتی فرنگی در مسابقات قهرمانی کشتی جهان ۲۰۱۵ اشاره کرد.